# Tata Hexa

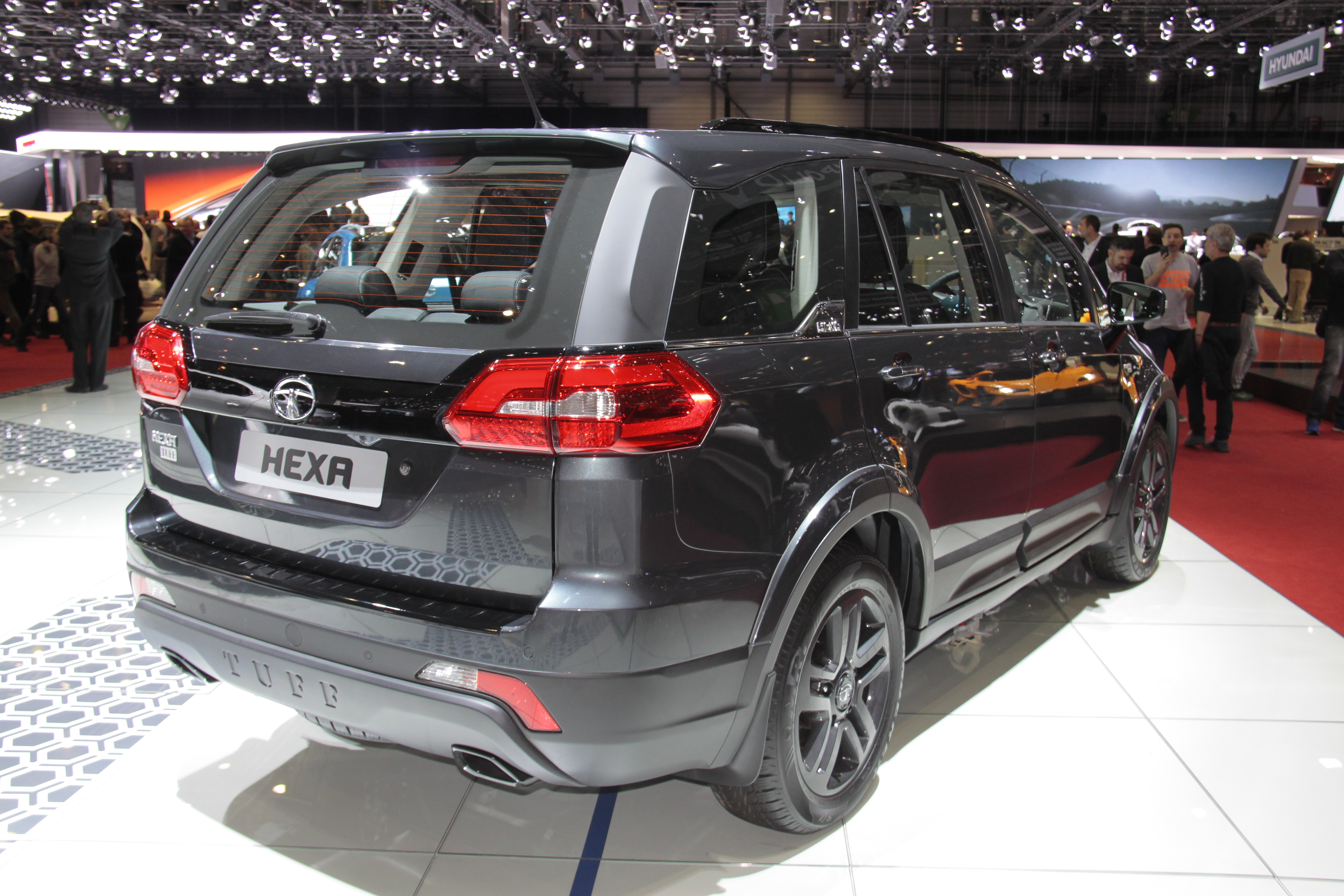
Heckansicht

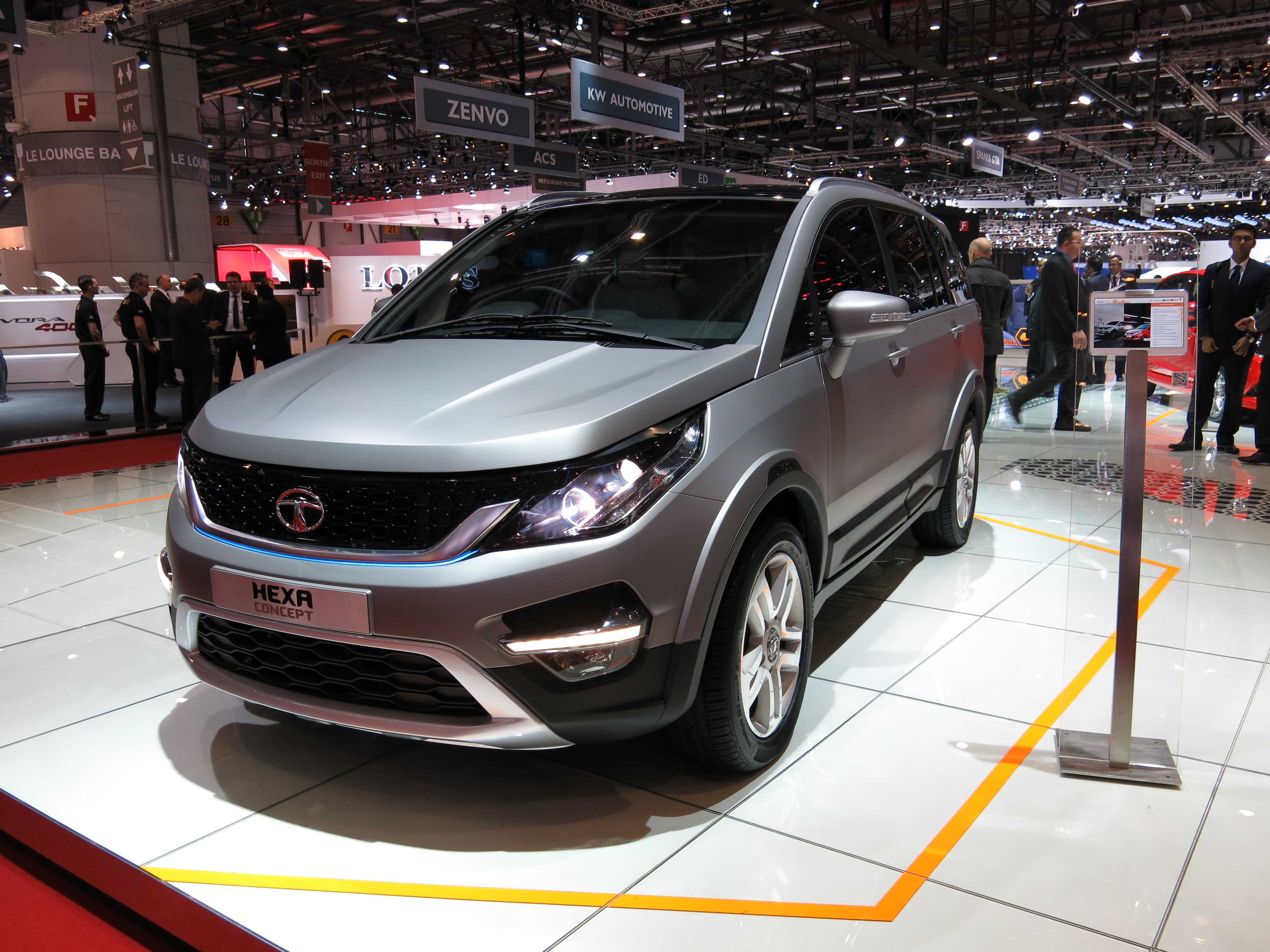
Tata Hexa Concept

Der Tata Hexa ist ein Crossover aus Van und SUV des indischen Automobilherstellers Tata und das Nachfolgemodell des Tata Aria.

## Geschichte
Das Fahrzeug wurde als Hexa Concept auf dem Genfer Auto-Salon 2015 vorgestellt, das Serienfahrzeug wurde in Indien ab dem 18. Januar 2017 verkauft. Im Gegensatz zum Vorgängermodell war der Hexa nicht in Europa verfügbar.

## Technische Daten
Der Hexa ist mit bis zu sieben Sitzplätzen und in sechs Ausstattungsvarianten verfügbar. Angetrieben wird der Wagen von dem aus dem Vorgängermodell bekannten 2,2-Liter-Dieselmotor, der in zwei Leistungsstufen verfügbar ist. Auf Wunsch war der Hexa mit Allradantrieb erhältlich.
|                                             | 2.2 320                | 2.2 400                    | 2.2 400 4x4            |
| Bauzeitraum                                 | 01/2017–02/2020        | 01/2017–02/2020            | 01/2017–02/2020        |
| Motorkenndaten                              |                        |                            |                        |
| Motortyp                                    | R4-Dieselmotor         | R4-Dieselmotor             | R4-Dieselmotor         |
| Hubraum                                     | 2179 cm³               | 2179 cm³                   | 2179 cm³               |
| max. Leistung bei min−1                     | 110 kW (150 PS) / 4000 | 115 kW (156 PS) / 4000     | 115 kW (156 PS) / 4000 |
| max. Drehmoment bei min−1                   | 320 Nm / 1500–3000     | 400 Nm / 1700–2700         | 400 Nm / 1700–2700     |
| Kraftübertragung                            |                        |                            |                        |
| Antrieb                                     | Vorderradantrieb       | Vorderradantrieb           | Allradantrieb          |
| Getriebe, serienmäßig                       | 5-Gang-Schaltgetriebe  | 6-Gang-Schaltgetriebe      | 6-Gang-Schaltgetriebe  |
| Getriebe, optional                          | —                      | 6-Stufen-Automatikgetriebe | —                      |
| Messwerte                                   |                        |                            |                        |
| Höchstgeschwindigkeit                       |                        | 170 km/h                   | 170 km/h               |
| Beschleunigung, 0–100 km/h                  |                        | 13,2 s                     | 13,2 s                 |
| Kraftstoffverbrauch auf 100 km (kombiniert) |                        |                            |                        |
| Tankinhalt                                  | 60 l                   | 60 l                       | 60 l                   |